# リカルト・ヨハンソン
リカルト・ヨハンソン（Richard Johansson、1882年6月18日 - 1952年7月24日）は、スウェーデン出身の男性フィギュアスケート選手。1908年ロンドンオリンピック男子シングル銀メダリスト。

## 経歴
- 1908年ロンドンオリンピックで銀メダルを獲得。この時、ウルリッヒ・サルコウ、ペル・トーレンとともにスウェーデン勢が表彰台を独占した。
- 世界フィギュアスケート選手権、ヨーロッパフィギュアスケート選手権にも出場したが、表彰台に上ることは無かった。
- 1952年7月24日、死去。

## 主な戦績
| 大会/年      | 1904-05 | 1908-09 | 1909-10 | 1910-11 | 1911-12 | 1912-13 | 1913-14 |
| ------------ | ------- | ------- | ------- | ------- | ------- | ------- | ------- |
| オリンピック |         | 2       |         |         |         |         |         |
| 世界選手権   | 4       | 4       |         | 5       |         |         | 9       |
| 欧州選手権   |         |         |         |         |         | 5       |         |